# Torre e Casa de Gomariz
A Torre e Casa de Gomariz localiza-se na freguesia de Cervães, município de Vila Verde, distrito de Braga em Portugal.
Foi classificada como Monumento de Interesse Público em 9 de abril de 2019.

## História
A propriedade de Gomariz aparece mencionada pela primeira vez em 1296, ano em que foi adquirida pelo Cónego da Sé de Braga e contador do rei D. Dinis, Estêvão Durão Esteves.
O edifício é datado da primeira metade do século XVI, mas a torre da Casa de Gomariz revela uma tipologia de habitação nobre característica do final da Idade Média.
A habitação foi reformada no século XVI, tendo sido posteriormente acrescentada uma ala solarenga. 
Na Torre edificada no final do século XV por D. Pedro da Cunha, foram identificadas semelhanças estilísticas entre as gárgulas da torre e as da abside manuelina da Sé de Braga e da torre da colegiada de Guimarães. 
Foi adquirida em 1913 pela família dos atuais proprietários e transformada em hotel de charme já no século XXI.